# Mer des Laquedives
Pour l’article homonyme, voir Îles Laquedives.
La mer des Laquedives (en maldivien ލަކަޑިވް ކަނޑު (Lakaḍiv kanḍu) ; en hindi लक्षद्वीप सागर (Lakṣadvīp sāgar) ; en malayalam ലക്ഷദ്വീപ് കടൽ (Lakṣadvīp kaḍal) ; en tamoul லட்சத்தீவுக் கடல் (Laṭcattīvuk kaḍal) et en singhalais ලක්ෂද්වීප් මුහුද (Lakṣadvīp muhuda)) est une mer marginale située au nord de l'océan Indien et baignant la côte de Malabar ainsi que les îles Laquedives, la totalité des Maldives, au sud-ouest de l'Inde, les côtes ouest de ces îles et atolls ouvrant sur la mer d'Arabie, les côtes indiennes du golfe de Mannar, le pont d'Adam, et les côtes occidentales du Sri Lanka.

## Géographie
L'Organisation hydrographique internationale détermine les limites de la mer des Laquedives de la façon suivante :
- À l'ouest : Une ligne allant du phare de Sadashivgad (14° 48′ 00″ N, 74° 07′ 00″ E), au large de la côte ouest de l'Inde, à Cora Divh  (13° 42′ 00″ N, 72° 10′ 00″ E) et de là sous la face ouest des Laquedives et des Maldives jusqu’à la pointe la plus au sud de l’Addu Atolhu, aux Maldives.

- Au sud : Une ligne allant de Dondra Head (5° 55′ 08″ N, 80° 35′ 28″ E), au Sri Lanka, à la pointe la plus au sud de l'Addu Atolhu (0° 42′ 23″ S, 73° 09′ 27″ E), aux Maldives.

- À l'est : Les côtes occidentales du Sri Lanka et de l'Inde, jusqu'au phare de Sadashivagad.(14° 49′ 14″ N, 74° 03′ 38″ E), au Karnataka (district d'Uttara Kannada).

- Au nord-est : Le pont d'Adam, entre le Sri Lanka et l'Inde.

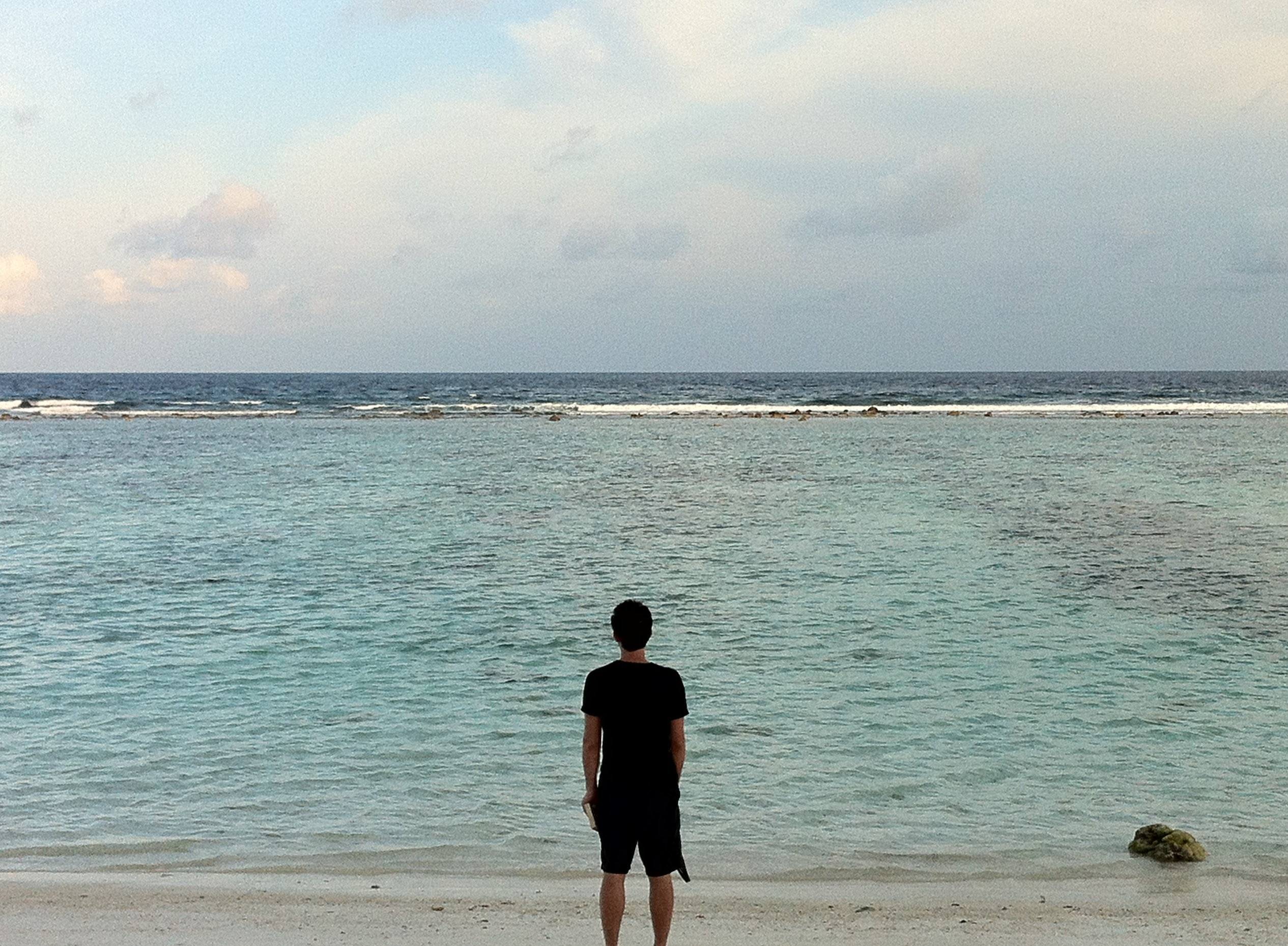
Vue de la mer des Laquedives depuis Villingili, dans les Maldives.